# Papp József (kovács)
Papp József, Pap (Sikátor, Veszprém vármegye, 1908. július 9. – Baldwin Park, Kalifornia, 1970. november 23.) magyar kovács, országgyűlési képviselő.

## Élete
1908-ban született az akkor Veszprém vármegyéhez tartozó Sikátoron, evangélikus családba. Édesapja Pap József gazdálkodó bányász, édesanyja Hegedüs Ágnes. Korán megárvult – apja hősi halált halt az első világháborúban, emiatt nem tudta folytatni iskolai tanulmányait. Jobb lehetőség híján a kovácsmesterséget tanulta ki szülőfalujában, és a szakmájában kezdett dolgozni. Később az ugyancsak Veszprém vármegyei Cseténybe költözött, ahol már bércséplőként is tevékenykedett.
1928. november 20-án Csetényben feleségül vette Bognár Erzsébetet.
1935. március 21-én harmadmagával szabadalmat szerzett egy földművelésben használható berendezésre.
Már 1935-ben csatlakozott a nemzetiszocialista mozgalomhoz, ezen belül is a Pálffy Fidél nevével fémjelzett Egyesült Nemzeti Szocialista Párthoz, gyakran használt másik nevén Nyilaskeresztes Fronthoz. Az 1939-es országgyűlési választáson parlamenti mandátumot is szerzett e párt jelöltjeként, a zirci választókerületben, két ellenjelölttel szemben. A Képviselőháznak egyik korjegyzője – a legfiatalabb képviselők egyike – volt.
Később, feltehetőleg a Pálffy-féle nyilaspárt 1940-es megszűnése körüli időszakban csatlakozott a Nyilaskeresztes Párthoz, és bizonyára annak frakciójához is. Ő is azon öt parlamenti képviselő között volt ugyanis, akik – élükön Baky Lászlóval – 1941. szeptember 12-én bejelentették kilépésüket a nyilaspártból. Papp a döntését az ezzel kapcsolatban írt levelében azzal indokolta, hogy csalódott a pártvezér, Szálasi Ferenc közvetlen munkatársaiban, sőt egyben sajnálkozását is kifejezte a későbbi „nemzetvezető” felé, hogy nem volt elég ereje jobban megválogatni azokat.